# Tornabea
Tornabea is een geslacht van korstmossen behorend tot de familie Physciaceae. 

## Soorten
Volgens Index Fungorum telt het geslacht een soort (peildatum september 2023):
| Soortnaam             | Auteur(s)            | Publicatiejaar |
| --------------------- | -------------------- | -------------- |
| Tornabea scutellifera | (With.) J.R. Laundon | 1984           |